# Liste de films français sortis en 2016
Listes de films français
- 2012
- 2013
- 2014
- 2015
- 2016
- 2017
- 2018
- 2019
- 2020

Liste non exhaustive de films français sortis en 2016.

## 2016
| Titre                            | Réalisateur(s)                          | Genre(s)               | Date de sortie Première sortie mondiale | Nationalité(s)                                                         |
| -------------------------------- | --------------------------------------- | ---------------------- | --------------------------------------- | ---------------------------------------------------------------------- |
| La Vache                         | Mohamed Hamidi                          | Comédie                | 14 janvier 2016                         | 90 % 10 %                                                              |
| Joséphine s'arrondit             | Marilou Berry                           | Comédie                | 15 janvier 2016                         | 100 %                                                                  |
| Marseille                        | Kad Merad                               | Comédie                | 16 janvier 2016                         | 100 %                                                                  |
| Le Convoi                        | Frédéric Schoendoerffer                 | Thriller               | 20 janvier 2016                         | 100 %                                                                  |
| Belgica                          | Felix Van Groeningen                    | Drame                  | 21 janvier 2016                         | Drapeau de la France · Drapeau de la Belgique                          |
| Les Saisons                      | Jacques Perrin, Jacques Cluzaud         | Documentaire           | 27 janvier 2016                         | 100 %                                                                  |
| Baden Baden                      | Rachel Lang                             | Comédie dramatique     | 28 janvier 2016                         | 50 % 50 %                                                              |
| Les Tuche 2 : Le Rêve américain  | Olivier Baroux                          | Comédie                | 3 février 2016                          | 100 %                                                                  |
| Dofus, livre 1 : Julith          | Anthony Roux, Jean-Jacques Denis        | Animation              | 3 février 2016                          | 100 %                                                                  |
| Chocolat                         | Roschdy Zem                             | Film biographique      | 3 février 2016                          | 100 %                                                                  |
| Pattaya                          | Franck Gastambide                       | Comédie                | 10 février 2016                         | 100 %                                                                  |
| Illégitime                       | Adrian Sitaru                           |                        | 13 février 2016                         | Drapeau de la France · Drapeau de la Roumanie                          |
| L'Avenir                         | Mia Hansen-Løve                         | Drame                  | 13 février 2016                         | 90 % 10 %                                                              |
| Saint Amour                      | Benoît Delépine, Gustave Kervern        | Comédie                | 19 février 2016                         | 90 % 10 %                                                              |
| Solange et les Vivants           | Ina Mihalache                           | Comédie                | 9 mars 2016                             | 100 %                                                                  |
| Au nom de ma fille               | Vincent Garenq                          | Drame                  | 16 mars 2016                            | Drapeau de la France · Drapeau de l'Allemagne                          |
| Médecin de campagne              | Thomas Lilti                            | Comédie dramatique     | 23 mars 2016                            | 100 %                                                                  |
| La Dream Team                    | Thomas Sorriaux                         | Comédie                | 23 mars 2016                            | 100 %                                                                  |
| Quand on a 17 ans                | André Téchiné                           | Drame                  | 30 mars 2016                            | 100 %                                                                  |
| Les Visiteurs : La Révolution    | Jean-Marie Poiré                        | Comédie                | 6 avril 2016                            | 71 % 29 %                                                              |
| D'une pierre deux coups          | Fejria Deliba                           | Drame                  | 13 avril 2016                           | 100 %                                                                  |
| Fui Banquero (j'étais banquier)  | Patrick Grandperret, Emilie Grandperret | Comédie dramatique     | 13 avril 2016                           | 100 %                                                                  |
| Le Fils de Joseph                | Eugène Green                            | Drame                  | 20 avril 2016                           | 81 % 19 %                                                              |
| Adopte un veuf                   | François Desagnat                       | Comédie                | 20 avril 2016                           | 100 %                                                                  |
| Les Malheurs de Sophie           | Christophe Honoré                       |                        | 20 avril 2016                           |                                                                        |
| Le Potager de mon grand-père     | Martin Esposito                         | Documentaire           | 20 avril 2016                           | 100 %                                                                  |
| Un homme à la hauteur            | Laurent Tirard                          | Comédie                | 4 mai 2016                              | 100 %                                                                  |
| Folles de joie                   | Paolo Virzì                             | Comédie dramatique     | 14 mai 2016                             | Drapeau de la France · Drapeau de l'Italie                             |
| La Tortue rouge                  | Michael Dudok de Wit                    | Animation              | 18 mai 2016                             | Drapeau de la France · Drapeau de la Belgique · Drapeau du Japon       |
| L'Effet aquatique                | Solveig Anspach                         | Comédie dramatique     | 18 mai 2016                             | Drapeau de la France · Drapeau de l'Islande                            |
| Elle                             | Paul Verhoeven                          | Thriller               | 25 mai 2016                             | Drapeau de la France · Drapeau de la Belgique · Drapeau de l'Allemagne |
| Une saison pour Maurice Pons     | Sylvie Habault                          |                        | 1er juin 2016                           | ?                                                                      |
| Retour chez ma mère              | Éric Lavaine                            | Comédie                | 1er juin 2016                           | 100 %                                                                  |
| La Nouvelle Vie de Paul Sneijder | Thomas Vincent                          | Comédie dramatique     | 8 juin 2016                             | Drapeau de la France · Drapeau du Canada                               |
| Celui qu'on attendait            | Serge Avédikian                         | Comédie dramatique     | 8 juin 2016                             | Drapeau de la France · Drapeau de l'Arménie                            |
| Dans les forêts de Sibérie       | Safy Nebbou                             | Aventure               | 15 juin 2016                            | Drapeau de la France · Drapeau de la Russie                            |
| L'Outsider                       | Christophe Barratier                    | Thriller               | 22 juin 2016                            | 100 %                                                                  |
| Camping 3                        | Fabien Onteniente                       | Comédie                | 29 juin 2016                            | 100 %                                                                  |
| Débarquement immédiat            | Philippe de Chauveron                   | Comédie                | 13 juillet 2016                         | 100 %                                                                  |
| À tous les vents du ciel         | Christophe Lioud                        | Drame                  | 27 juillet 2016                         | 100 %                                                                  |
| Ma vie de chat                   | Barry Sonnenfeld                        | Comédie                | 3 août 2016                             | Drapeau de la France · Drapeau de la République populaire de Chine     |
| La Folle Histoire de Max et Léon | Jonathan Barré                          | Comédie                | 27 août 2016                            | 79 % 21 %                                                              |
| Radin !                          | Fred Cavayé                             | Comédie                | 2 septembre 2016                        | 100 %                                                                  |
| L'Odyssée                        |                                         |                        | 12 octobre 2016                         |                                                                        |
| Une vie                          | Stéphane Brizé                          | Drame                  | 23 novembre 2016                        |                                                                        |
| Oppression                       | Farren Blackburn                        | Thriller psychologique | 30 novembre 2016                        | Drapeau de la France · Drapeau du Canada                               |